# Kanał Torfowy

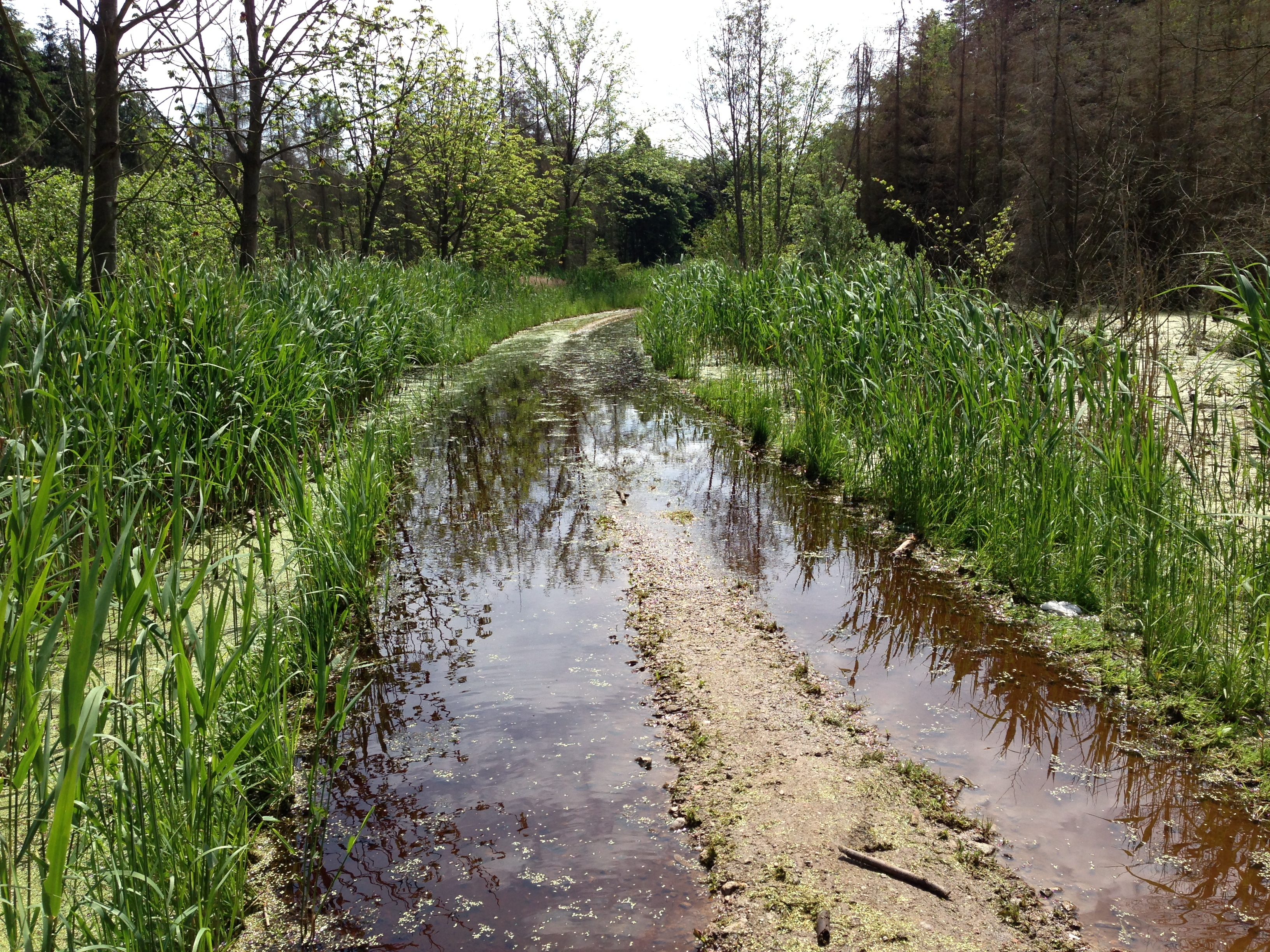
Kanał Torfowy w Kurozwęczu

Kanał Torfowy (niem. Torfkanal) – ciek wodny na wyspie Uznam, przez większość swojej długości stanowiący granicę pomiędzy Polską a Niemcami. Jego długość wynosi około 4,5 km.
Swój początek bierze w bagnistej części Świdnego Lasu w Świnoujściu. Szybko staje się granicą krajową. Przebiega przez niego most łączący niemiecką drogę krajową B110 z polską drogą krajową nr 93. Nad Kanałem znajdował się też most kolejowy na linii Świnoujście – Ducherow, obecnie nieistniejący. Po stronie polskiej znajduje się wał powodziowy o długości 5,05 km. Na lewym brzegu Kanału Torfowego znajdują się Rodzinne Ogrody Działkowe: Paprotno oraz Granica, zaś po prawej, tuż przed ujściem do Zalewu Szczecińskiego, niemieckie miasto Kamminke.